# Gare de Glion-Alpes
La gare de Glion-Alpes est une gare ferroviaire située sur le territoire de la localité de Glion, appartenant à la commune suisse de Montreux, dans le canton de Vaud. Elle est nommée ainsi en référence à l'Hôtel des Alpes (ou « Hôtel des Alpes Vaudoises ») situé à proximité de l'arrêt.

## Situation ferroviaire
Établie à 694 mètres d'altitude, la gare de Glion-Alpes est située au point kilométrique 0,27 de la section de Glion aux Rochers de Naye de la ligne Montreux-Glion-Rochers de Naye. Elle est située entre les gares de Glion (en direction de Montreux) et de Glion-Collège (en direction des Rochers-de-Naye). La gare est située à proximité directe, en amont, du dépôt et atelier des MVR de Glion.
Elle est dotée d'une voie bordée par un quai.

## Histoire
La ligne de Glion aux Rochers-de-Naye ouvre en 1892 et, avec elle, la gare ferroviaire de Glion-Alpes. Enfin, la section de Montreux à Glion est inaugurée le 7 avril 1909, ce qui explique que le comptage des points kilométriques soit distinct entre les deux sections. L'ensemble de la ligne a été électrifiée en 1938.

## Service des voyageurs

### Accueil
Gare des MVR, elle est dotée d'un abri et d'un totem sur lequel sont affichés les horaires de passage des trains.
Elle n'est pas accessible aux personnes à mobilité réduite.

### Desserte
La gare de Glion-Alpes est desservie par un train par heure et par sens reliant la gare de Montreux aux Rochers de Naye. La desserte est assurée du mercredi au dimanche en hiver, à l'exception de la période de Noël et tous les jours le restant de l'année. Le restant du temps, les trains sont terminus en gare de Haut-de-Caux.

### Intermodalité
La gare de Glion-Alpes n'est en correspondance avec aucune autre ligne de transports en commun.